# Bradford (Nou Hampshire)
Bradford és una població dels Estats Units a l'estat de Nou Hampshire. Segons el cens del 2000 tenia 1.454 habitants.

## Demografia
Segons el cens del 2000, Bradford tenia 1.454 habitants, 559 habitatges, i 403 famílies. La densitat de població era de 15,9 habitants per km².
Dels 559 habitatges en un 34,3% hi vivien nens de menys de 18 anys, en un 57,6% hi vivien parelles casades, en un 11,3% dones solteres, i en un 27,9% no eren unitats familiars. En el 20,2% dels habitatges hi vivien persones soles el 7,7% de les quals corresponia a persones de 65 anys o més que vivien soles. El nombre mitjà de persones vivint en cada habitatge era de 2,56 i el nombre mitjà de persones que vivien en cada família era de 2,96.
Per edats la població es repartia de la següent manera: un 25,2% tenia menys de 18 anys, un 7,2% entre 18 i 24, un 27% entre 25 i 44, un 28% de 45 a 60 i un 12,7% 65 anys o més.
L'edat mediana era de 40 anys. Per cada 100 dones de 18 o més anys hi havia 94,1 homes.
La renda mediana per habitatge era de 49.018$ i la renda mediana per família de 57.083$. Els homes tenien una renda mediana de 34.803$ mentre que les dones 25.938$. La renda per capita de la població era de 22.240$. Entorn del 2,5% de les famílies i el 4,1% de la població estaven per davall del llindar de pobresa.